# جامعة الدلتا للعلوم والتكنولوجيا
جامعة الدلتا للعلوم والتكنولوجيا بالمنصورة الجديدة هي إحدى كيانات دلتا جروب، التي تعمل في مجال التعليم الخاص في مصر. أنشأت بالقرار رقم 147 لسنة 2007 كأول جامعة خاصة في محافظات دلتا مصر والوجه البحرى، وتقع الجامعة علي الطريق الدولي الساحلي بمدينة جمصة علي ساحل البحر المتوسط بمحافظة الدقهلية.

## الكليات
- كلية الطب.
- كلية العلوم الصحيه و التطبيقية.
- كلية طب الفم والأسنان.
- كلية الهندسة.
- كلية إدارة الأعمال.
- كلية الصيدلة.
- كلية العلاج الطبيعى
- كليه الاداب
- كليه التمريض
- كليه الذكاء الاصطناعي
- كليه الطب البيطري.[1]
- كلية الحقوق

## كلية الهندسة
```
تمنح الكلية درجة بكالوريوس الهندسة في التخصصات التالية:
```

- قسم الهندسة المدنية:
  - برنامج هندسة التشييد (١٦٠ كريدت).
- قسم الهندسة المعمارية:
  - برنامج الهندسة المعمارية (١٦٠ كريدت).
- قسم الهندسة الميكانيكية:
  - برنامج هندسة الميكاترونكس (١٦٠ كريدت).
- قسم الهندسة الكهربية:
  - برنامج هندسة الاتصالات والالكترونيات (١٦٠ كريدت).

```
تمنح الكلية درجات الدراسات العليا التالية:
```

- قسم الهندسة المدنية:
  - دبلومة علوم الهندسة المدنية.
  - ماجستير علوم الهندسة المدنية.
- قسم الهندسة المعمارية:
  - دبلومة علوم الهندسة المعمارية.
- ماجستير علوم الهندسة المعمارية.
- قسم الهندسة الكهربية:
  - دبلومة علوم هندسة الاتصالات والالكترونيات.
  - ماجستير علوم هندسة الاتصالات والالكترونيات.

## كلية هندسة الطاقة
تمنح الكلية درجة البكالوريوس في التخصصات التالية:
- قسم هندسة الغاز الطبيعي والبترول.
  - برنامج هندسة الغاز الطبيعي والبترول.
- قسم هندسة الطاقة المستدامة والمتجددة:
  - برنامج هندسة الطاقة المستدامة والمتجددة.
- قسم هندسة البترول (البحث والاستكشاف والإنتاج):
- برنامج هندسة البترول.

## شخصيات بارزة
- الدكتور محمد ربيع ناصر رئيس مجلس أمناء الجامعة
- المهندس أسامة ربيع نائب رئيس مجلس أمناء الجامعة
- المهندس محمد محمد ربيع نائب رئيس مجلس أمناء الجامعة
- الأستاذ الدكتور يحيي المشد رئيس الجامعة
- الأستاذ الدكتور/ ماجده الشربينى نائب رئيس الجامعة لشؤون خدمة المجتمع والبيئة
- الأستاذ الدكتور محمد النجار نائب رئيس الجامعة لشئون التعليم والطلاب
- الأستاذ الدكتور سيد ورد عميد كلية الهندسة
- الأستاذ الدكتور عمرو نزيه عميد كلية إدارة الأعمال
- الأستاذ الدكتور هالة إبراهيم قاسم عميد كلية العلاج الطبيعي
- الأستاذ الدكتور محروس إبراهيم المعداوي عميد كلية الآداب

## وصلات ذات صلة
- منتدى أكاديمية الدلتا للعلوم
- صفحة الجامعة على الفيس بوك  على فيسبوك.
- موقع الجامعة

‌